# Leve Dronning Margrethe
|  | Denne artikel er oprettet af botten PalnaBot ud fra en ekstern database. Den kan derfor have sproglige fejl eller mangler. Denne skabelon kan fjernes efter kontrol af indholdet. |

Leve Dronning Margrethe er en film med ukendt instruktør.